# Bronisław Wojtuń
Bronisław Wojtuń – polski biolog, prof. dr hab. nauk biologicznych, profesor Zakładu Ekologii, Biogeochemii i Ochrony Środowiska Wydziału Nauk Biologicznych Uniwersytetu Wrocławskiego.

## Życiorys
28 marca 2008 habilitował się na podstawie oceny dorobku naukowego i pracy zatytułowanej Mchy torfowce (Sphagnaceae) na torfowiskach Sudetów (Płd.-Zach. Polska): studium florystyczno-ekologiczne. Był zatrudniony na stanowisku adiunkta w Katedrze Botaniki i Ekologii Roślin na Wydziale Przyrodniczym i Technologicznym Uniwersytetu Przyrodniczego we Wrocławiu.
5 czerwca 2014 uzyskał tytuł profesora w zakresie nauk biologicznych, objął funkcję profesora Katedry Ekologii, Biogeochemii i Ochrony Środowiska na Wydziale Nauk Biologicznych Uniwersytetu Wrocławskiego, oraz członka Komitetu Badań Polarnych Prezydium Polskiej Akademii Nauk.

## Publikacje
- 2001: Loss of Floristic Diversity in the Karkonosze Mts (SW Poland)[1]
- 2006: Peat Mosses (sphagnaceae) in Mires of the Sudetes Mountains (SW Poland): a Floristic and Ecological Study[1]
- 2014: Klasyfikacja roślinności nieleśnej Karkonoszy na podstawie lotniczych zdjęć hiperspektralnych[1]
- 2017: Subalpine and alpine vegetation classification based on hyperspectral APEX and simulated EnMAP images[1]